# Nekrolog 2015
Nekrolog
◄◄
| ◄
| 2011
| 2012
| 2013
| 2014
| 2015 | 2016 | 2017 | 2018 | 2019 | ► | ►►
Januar |
Februar |
März |
April |
Mai |
Juni |
Juli |
August |
September |
Oktober |
November |
Dezember 
Weitere Ereignisse | Allgemeiner Nekrolog 2015
Die Beschreibung der verstorbenen Person sollte so kurz wie möglich gehalten sein und nur deren signifikante Tätigkeit(en) enthalten.
Neue Namen ggf. auch unter dem Geburts- und Sterbedatum, also etwa unter 1. Januar und im Geburts- und Sterbejahr (2024) eintragen (nur bei entsprechender großer Wichtigkeit). Für Beispiele siehe die schon vorhandenen Artikel.
Außerdem über die fünf zuletzt Verstorbenen, zu denen es einen ausreichend guten Artikel für eine Präsentation auf der Hauptseite gibt, nach der todesbedingten Überarbeitung der Artikel ggf. auch unter Wikipedia Diskussion:Hauptseite informieren und sie am besten auch in den anderen Wikipedia-Sprachversionen eintragen. Tipp: Regelmäßig bei news.google.de nach „ist tot“, „gestorben“ oder „verstorben“ suchen.
Wenn eine Person gestorben ist, gibt es viele Seiten zu dieser Person in der Wikipedia, die davon auch betroffen sind und entsprechend aktualisiert werden müssen. Beispiele: Namenübersichtsseite, Geburtsjahr, Geburtsort-Seiten und viele mehr.
Wie finde ich die betroffenen Seiten?
Im Suchfeld auf der linken Seite gibt man den Suchbegriff so ein: „Vorname Nachname“. Dann klickt man auf Volltext und alle Seiten mit entsprechendem Suchtext werden aufgerufen. Hier sieht man dann schnell, wo auch das Todesjahr Sinn macht oder sogar ein Teil des Artikels angepasst werden muss. Auch hilft das „Werkzeug“ auf der linken Seite sehr gut, um solche Seiten aufzufinden: „Links auf diese Seite“. Somit ist die Wikipedia wieder aktuell in allen Bereichen! Hinweis: bei Eintragung der Kategorie „Gestorben JAHR“ wird der Missbrauchsfilter 49 ausgelöst, was jedoch nicht schlimm ist. Siehe: Spezial:Missbrauchsfilter/49
Dies ist eine Liste von im Jahr 2015 verstorbenen bekannten Persönlichkeiten. Die Einträge erfolgen innerhalb der einzelnen Daten alphabetisch sortiert. Tiere sind im Nekrolog für Tiere zu finden.
Die Liste ist nach Monaten aufgeteilt:
- Nekrolog Januar 2015
- Nekrolog Februar 2015
- Nekrolog März 2015
- Nekrolog April 2015
- Nekrolog Mai 2015
- Nekrolog Juni 2015
- Nekrolog Juli 2015
- Nekrolog August 2015
- Nekrolog September 2015
- Nekrolog Oktober 2015
- Nekrolog November 2015
- Nekrolog Dezember 2015

## Datum unbekannt
| Tag                                                          | Name                        | Beruf, bekannt als                                                   | Alter | Beleg |
| ------------------------------------------------------------ | --------------------------- | -------------------------------------------------------------------- | ----- | ----- |
| Ende Dezember                                                | Gabor Bilkei                | ungarisch-schweizerischer Tierarzt und Verbrecher                    | 71    |       |
| zwischen 11. und 31. Dezember                                | Steve Gohouri               | ivorischer Fußballspieler                                            | 34    |       |
| Tod bekanntgegeben am 25. Dezember                           | Leonid Gofshtein            | israelischer Schachspieler                                           | 62    |       |
| 14. oder 15. Dezember                                        | Sian Blake                  | britische Schauspielerin                                             | 43    |       |
| tot aufgefunden am 14. Dezember                              | Gisela Christ               | deutsche Theaterleiterin                                             | 72    |       |
| Tod bekanntgegeben am 10. Dezember                           | Ute Neubert                 | deutsche Schwimmerin                                                 | 54    |       |
| Tod bekanntgegeben am 8. Dezember                            | Jokelyn Tienstra            | niederländische Handballspielerin                                    | 45    |       |
| tot aufgefunden am 6. Dezember                               | Marque Lynche               | US-amerikanischer Entertainer                                        | 32    |       |
| November oder Dezember                                       | Bassel Khartabil            | syrischer Netzaktivist                                               | 34    |       |
| Tod bekanntgegeben am 27. November                           | Volker Großmann             | deutscher Fußballspieler                                             | 62    |       |
| Tod bekanntgegeben am 21. November                           | Peter Dimmock               | britischer Fernsehjournalist                                         | 94    |       |
| Traueranzeige vom 14. November                               | Ludwig M. Tränkner          | deutscher Medienschaffender                                          | 72    |       |
| tot aufgefunden am 10. November                              | Michael Wright              | US-amerikanischer Basketballspieler                                  | 35    |       |
| tot aufgefunden am 9. November                               | Endre Kósa                  | rumänischer Eishockeyspieler                                         | 40    |       |
| Tod bekanntgegeben am 5. November                            | Marina Pankowa              | sowjetische Volleyballspielerin                                      | 52    |       |
| Tod bekanntgegeben Ende Oktober                              | Osvaldo Canziani            | argentinischer Klimatologe                                           | 92    |       |
| verschwunden am 28. Oktober; tot aufgefunden am 16. November | Julija Balykina             | belarussische Leichtathletin                                         | 31    |       |
| tot aufgefunden am 23. Oktober                               | Jake Bailey                 | US-amerikanischer Visagist, Maskenbildner und Fotograf               | 37    |       |
| Tod bekanntgegeben am 14. Oktober                            | Ray Appleton                | US-amerikanischer Jazz-Schlagzeuger                                  | 74    |       |
| Tod bekanntgegeben am 9. Oktober                             | Martin Geffert              | deutscher Amateurastronom und Asteroidenentdecker                    | 93    |       |
| Tod bekanntgegeben am 2. Oktober                             | Olga Erdeli                 | sowjetische Harfenistin                                              | 88    |       |
| Tod bekanntgegeben im Oktober                                | Johann Rainer               | österreichischer Historiker                                          | 92    |       |
| tot aufgefunden am 30. September                             | Wilson Sanabria             | uruguayischer Politiker                                              | 65    |       |
| Tod bekanntgegeben am 15. September                          | Constantin Stroe            | rumänischer Fußballspieler                                           | 60    |       |
| Tod bekanntgegeben am 9. September                           | Debra Reiss                 | britische Modedesignerin                                             | 34    |       |
| Tod bekanntgegeben am 5. September                           | Willi Fuggerer              | deutscher Radsportler                                                | 73    |       |
| Tod bekanntgegeben am 4. September                           | Loris Campana               | italienischer Radsportler                                            | 89    |       |
| Tod bekanntgegeben am 2. September                           | Ion Voica                   | rumänischer Fußballtrainer                                           | 81    |       |
| Tod bekanntgegeben am 1. September                           | Iván Köves                  | ungarischer Musiker und Fotograf                                     | 89    |       |
| Tod bekanntgegeben am 1. September                           | Willy Stähle                | niederländische Wasserskifahrerin                                    | 61    |       |
| Anfang September                                             | Billy Stockman Tjapaltjarri | australischer Künstler                                               | ≈88   |       |
| Traueranzeige vom 27. August                                 | Rolf Nitzsche               | deutscher Bahnradsportler                                            | 84    |       |
| Tod bekanntgegeben am 25. August                             | Milan Nikolić               | jugoslawischer Fußballspieler und -trainer                           | 86    |       |
| Tod bekanntgegeben am 25. August                             | Ed Sommer                   | deutsch-schweizerischer Künstler                                     | 82    |       |
| 20. oder 21. August                                          | Sasha Petraske              | US-amerikanischer Gastronom                                          | 42    |       |
| tot aufgefunden am 19. August                                | Johnny Lyons                | irischer Sportjournalist und Radiomoderator                          | ?     |       |
| bestattet am 19. August                                      | José da Silva Panão         | osttimoresischer Politiker                                           | 59    |       |
| Tod bekanntgegeben am 18. August                             | Mohammad Alwahibi           | palästinensisch-syrischer Künstler                                   | ≈68   |       |
| Tod bekanntgegeben am 18. August                             | Peter Schaufler             | deutscher Unternehmer, Kunstsammler und Mäzen                        | 74    |       |
| Tod bekanntgegeben am 14. August                             | Peter Berecz                | österreichischer Autor und Dramaturg                                 | 68    |       |
| 13. oder 14. August                                          | Karen Stives                | US-amerikanische Vielseitigkeitsreiterin                             | 64    |       |
| Tod bekanntgegeben am 13. August                             | Watban Ibrahim al-Tikriti   | irakischer Politiker                                                 | ≈63   |       |
| Tod bekanntgegeben am 12. August                             | Tomislav Salopek            | kroatisches Terroropfer                                              | 31    |       |
| Tod bekanntgegeben im August                                 | Wilhelm Weißgärber          | deutscher Politiker                                                  | ≈90   |       |
| Tod im August                                                | Gisela Rubbel               | deutsche Schauspielerin                                              | 86    |       |
| Ende Juli                                                    | Toyo Tanaka                 | japanischer Musiker, Schauspieler, Opernregisseur und Festivalleiter | 56    |       |
| Tod bekanntgegeben am 27. Juli                               | John the Postman            | britischer Punker                                                    | 59    |       |
| tot aufgefunden am 22. Juli                                  | Daron Norwood               | US-amerikanischer Country-Sänger                                     | 49    |       |
| Tod bekanntgegeben am 21. Juli                               | Andreas Schmidt             | deutscher Journalist und Manager                                     | 54    |       |
| Tod bekanntgegeben am 13. Juli                               | Arthur Wright               | US-amerikanischer Musiker                                            | 78    |       |
| Tod bekanntgegeben am 9. Juli                                | R. J. Zwi Werblowsky        | israelischer Religionswissenschaftler                                | ≈91   |       |
| 4. oder 5. Juli                                              | Friedemann Weigle           | deutscher Bratschist                                                 | 53    | [ 1 ] |
| tot aufgefunden am 4. Juli                                   | Scot Breithaupt             | US-amerikanischer Unternehmer, Motocrossfahrer und BMX-Pionier       | 57    |       |
| Tod bekanntgegeben am 4. Juli                                | Hans Glaab                  | deutscher Bodybuilder                                                | ≈79   |       |
| Tod bekanntgegeben am 1. Juli                                | Edgar Dawson                | englischer Rugbyspieler                                              | 83    |       |
| Anfang Juli                                                  | Utta Danella                | deutsche Schriftstellerin                                            | 95    |       |
| Tod bekanntgegeben am 27. Juni                               | Dieter Bahlo                | deutscher Architekt                                                  | 77    |       |
| Tod bekanntgegeben am 27. Juni                               | Christof „Pipo“ Braun       | deutscher Fußballspieler                                             | 93    |       |
| Tod bekanntgegeben am 26. Juni                               | Roger Bordier               | französischer Schriftsteller                                         | 92    |       |
| Tod bekanntgegeben am 24. Juni                               | Herbie Hess                 | deutscher Jazzmusiker und Lehrer                                     | 81    |       |
| Tod bekanntgegeben am 24. Juni                               | Helmut Schorler             | deutscher Wasserballspieler                                          | 86    |       |
| Tod bekanntgegeben am 23. Juni                               | Khalida Zahir               | sudanesische Frauenrechtsaktivistin                                  | 88    |       |
| tot aufgefunden am 21. Juni                                  | Walter Scheib               | US-amerikanischer Koch                                               | 61    |       |
| Tod bekanntgegeben am 17. Juni                               | Günter Matthias             | deutscher Tischtennisspieler                                         | 81    |       |
| Tod bekanntgegeben am 16. Juni                               | Anatoli Mazukewitsch        | russischer Schachspieler und -autor                                  | 76    |       |
| zwischen dem 8. und 14. Juni                                 | Ferenc Bánki                | ungarischer Fußballspieler                                           | 81    |       |
| Tod bekanntgegeben am 12. Juni                               | Slobodan Sotirov            | jugoslawischer Maler                                                 | 89    |       |
| Juni                                                         | Franz Riegersperger         | österreichischer Maler                                               | 94    | [ 2 ] |
| Ende Mai                                                     | Igor Belikow                | sowjetischer Jagdflieger und Lebensretter                            | 74    |       |
| tot aufgefunden am 31. Mai                                   | Dudley Williams             | US-amerikanischer Balletttänzer                                      | 76    |       |
| tot aufgefunden am 22. Mai                                   | Terry Sue-Patt              | britischer Schauspieler                                              | 50    |       |
| zwischen dem 18. und dem 24. Mai                             | Wladimir Katriuk            | ukrainisch-kanadischer mutmaßlicher Kriegsverbrecher                 | 93    |       |
| tot aufgefunden am 13. Mai                                   | Rasmus Larsen               | dänischer Basketballspieler                                          | 20    |       |
| tot aufgefunden am 12. Mai                                   | Alazne López                | spanische Tänzerin                                                   | 21    |       |
| Tod bekanntgegeben am 8. Mai                                 | Rutger Gunnarsson           | schwedischer Musiker, Arrangeur und Musikproduzent                   | 69    |       |
| Tod bekanntgegeben am 8. Mai                                 | Ervin Jánosi                | ungarischer Fernschachspieler                                        | 79    |       |
| tot aufgefunden am 6. Mai                                    | Michael Zimmermann          | deutscher Ruderer                                                    | 52    |       |
| Tod bekanntgegeben am 27. April                              | Nicholas Kallsen            | US-amerikanischer Schauspieler                                       | 48    |       |
| Tod bekanntgegeben am 25. April                              | Hassan Abbas Tufan          | irakischer General                                                   | ?     |       |
| tot aufgefunden am 16. April                                 | Johnny Kemp                 | bahamaischer Sänger                                                  | 55    |       |
| tot aufgefunden am 16. April                                 | Eduard Koblmüller           | österreichischer Bergsteiger                                         | 69    |       |
| Tod bekanntgegeben am 14. April                              | E. Lona Puschmann           | deutsche Modedesignerin                                              | 90    |       |
| tot aufgefunden am 3. April                                  | Malli Mastan Babu           | indischer Bergsteiger                                                | 40    |       |
| April                                                        | Frank Lohse                 | deutscher Politiker                                                  | 58    |       |
| April                                                        | Yin Xuyi                    | chinesischer Historiker                                              | 89    |       |
| Tod bekanntgegeben am 30. März                               | David Axmann                | österreichischer Publizist und Literaturkritiker                     | ≈68   |       |
| Tod bekanntgegeben am 30. März                               | Frans Kok                   | niederländischer Fußballspieler                                      | 90    |       |
| Tod bekanntgegeben am 27. März                               | Gertrud Sigurdsen           | schwedische Politikerin                                              | 92    |       |
| Tod bekanntgegeben am 26. März                               | Jürgen Reichert             | deutscher Musikpromoter                                              | 49    |       |
| Tod bekanntgegeben am 21. März                               | Milen Dobrew                | bulgarischer Gewichtheber                                            | 35    |       |
| Tod bekanntgegeben am 19. März                               | Gretel Escher               | deutsche Grafikerin und Illustratorin                                | 99    |       |
| Tod bekanntgegeben am 18. März                               | Jack Six                    | US-amerikanischer Bassist                                            | 84    | [ 3 ] |
| Tod bekanntgegeben am 13. März                               | Will Williams               | deutscher Filmplakatmaler                                            | 92    |       |
| tot aufgefunden am 12. März                                  | Oleksandr Pekluschenko      | ukrainischer Politiker                                               | 60    |       |
| Tod bekanntgegeben am 5. März                                | Franco Farné                | italienischer Motorradtestfahrer und -mechaniker                     | 81    |       |
| tot aufgefunden am 5. März                                   | Dirk Shafer                 | US-amerikanisches Model, Schauspieler, Drehbuchautor und Regisseur   | 52    |       |
| Tod bekanntgegeben am 5. März                                | Franek Trefalt              | jugoslawischer Schauspieler und Sportreporter                        | 83    |       |
| Tod bekanntgegeben am 4. März                                | Robert Belloni              | französischer Fußballspieler                                         | 74    |       |
| bestattet am 3. März                                         | Bernhard Horst Heise        | deutscher Jurist                                                     | 89    |       |
| Februar oder März 2015                                       | Ursula Finger               | deutsche Leichtathletin, Olympiateilnehmerin für das Saarland        | 85    |       |
| Februar oder März 2015                                       | Hans Loidl                  | österreichischer Landschaftsarchitekt und Autor                      | ≈71   |       |
| Tod bekanntgegeben am 27. Februar                            | Gunnar Brusberg             | schwedischer Handballspieler                                         | 87    |       |
| Tod bekanntgegeben am 26. Februar                            | Günter Gabriel              | deutscher Politiker                                                  | 84    |       |
| tot aufgefunden am 23. Februar                               | Jerry Lambert               | US-amerikanischer Jockey                                             | 74    |       |
| Tod bekanntgegeben am 22. Februar                            | Can Akbel                   | türkischer Nachrichtensprecher                                       | ≈81   |       |
| Tod bekanntgegeben am 20. Februar                            | Keith Donnellan             | US-amerikanischer Philosoph                                          | ≈84   |       |
| 18. oder 19. Februar                                         | Mats Olausson               | schwedischer Keyboarder                                              | 54    |       |
| Tod bekanntgegeben am 17. Februar                            | Moisés Behar                | guatemaltekischer Mediziner und Botaniker                            | 92    |       |
| tot aufgefunden am 15. Februar                               | Steve Montador              | kanadischer Eishockeyspieler                                         | 35    |       |
| Tod bekanntgegeben am 3. Februar                             | Muʿādh al-Kasāsba           | jordanischer Luftwaffenoffizier und Terroropfer                      | 26    |       |
| Februar                                                      | Peter von Schultz           | deutscher Schauspieler, Regisseur und Hörspielsprecher               | 88    |       |
| Tod bekanntgegeben am 31. Januar                             | Kenji Gotō                  | japanischer Journalist und Terroropfer                               | 47    |       |
| Tod bekanntgegeben am 31. Januar                             | Marie-Therese Guggisberg    | Schweizer Nachrichtensprecherin                                      | 71    |       |
| Tod bekanntgegeben am 26. Januar                             | Axel Becker                 | deutscher Schlagersänger                                             | 51    |       |
| Tod bestätigt am 25. Januar                                  | Haruna Yukawa               | japanisches Terroropfer                                              | 42    | [ 4 ] |
| tot aufgefunden am 24. Januar                                | Toller Cranston             | kanadischer Eiskunstläufer                                           | 65    |       |
| tot aufgefunden am 18. Januar                                | Alberto Nisman              | argentinischer Jurist                                                | 51    | [ 5 ] |
| Tod bekanntgegeben am 13. Januar                             | Wendelin Degen              | deutscher Mathematiker                                               | 82    |       |
| tot aufgefunden am 4. Januar                                 | June Harwood                | US-amerikanische Malerin                                             | 81    |       |
| Tod bekanntgegeben am 1. Januar                              | Tommi Kuri                  | finnischer Bassist                                                   | 40    |       |
| tot aufgefunden am 1. Januar                                 | Mickie Roquemore            | US-amerikanischer Keyboarder                                         | 58    |       |
| Januar                                                       | Gerd Ihns                   | deutscher Fußballspieler                                             | 88    |       |
| Datum unbekannt                                              | Alfred Billy                | österreichischer Grafiker und Hochschullehrer                        | ≈95   |       |
| Datum unbekannt                                              | Robert Carter               | britischer Schriftsteller                                            | ≈60   |       |
| Datum unbekannt                                              | Robert DeGaetano            | US-amerikanischer Pianist und Komponist                              | ≈69   |       |
| Datum unbekannt                                              | Hannes Gromball             | deutscher Schauspieler und Synchronsprecher                          | ≈83   |       |
| Datum unbekannt                                              | Hermann Kraft               | deutscher Verbrecher                                                 | ≈88   |       |
| Datum unbekannt                                              | Eberhard Möller             | deutscher Musikwissenschaftler und Hochschullehrer                   | ≈79   |       |
| Datum unbekannt                                              | Heinz Rodewald              | deutscher Gebrauchsgrafiker und Medailleur                           | ≈83   |       |
| Datum unbekannt                                              | Walter Nickel               | deutscher Maler und Grafiker                                         | ≈85   |       |
| Datum unbekannt                                              | Waltraut Oehlke             | deutsche Gebrauchsgrafikerin                                         | ≈86   |       |
| Datum unbekannt                                              | Helga Schnierle             | deutsche Architektin                                                 | 90    |       |